# موریس موسکوویچ
موریس موسکوویچ (انگلیسی: Maurice Moscovich; ۲۳ نوامبر ۱۸۷۱ – ۱۸ ژوئن ۱۹۴۰) بازیگر تئاتر و بازیگر سینما اهل ایالات متحده آمریکا بود. وی بین سال‌های ۱۸۹۹ تا ۱۹۴۰ میلادی فعالیت می‌کرد.
از فیلم‌ها یا برنامه‌های تلویزیونی که وی در آن نقش داشته‌است می‌توان به دیکتاتور بزرگ، سوئز، رابطه عاشقانه، و راهی به فردا ساختن اشاره کرد.